# Türkische Fußballnationalmannschaft

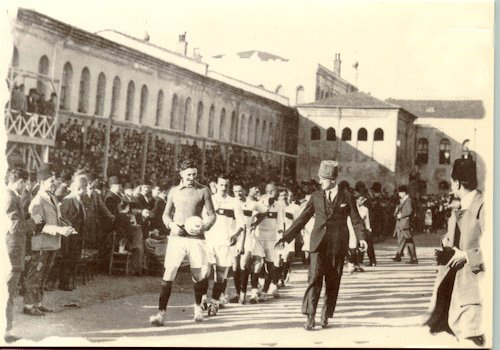
Die türkische Mannschaft im Taksim-Stadion vor ihrem ersten Spiel am 26. Oktober 1923 gegen Rumänien.

Die türkische Fußballnationalmannschaft (türkisch Türkiye millî futbol takımı) ist eine nationale Auswahl von türkischen Fußballspielern, die den türkischen Fußballverband (TFF) auf internationaler Ebene, z. B. bei Freundschaftsspielen, der Europameisterschaft oder der Weltmeisterschaft, vertritt.
Ihr größter Erfolg ist der dritte Platz bei der Fußball-Weltmeisterschaft 2002 unter Trainer Şenol Güneş. Ihr bislang bestes Ergebnis in einer Fußball-Europameisterschaft war der Einzug ins Halbfinale im Jahr 2008.

## Geschichte

### Anfänge
Der türkische Fußballverband Türkiye Futbol Federasyonu, kurz TFF genannt, wurde am 23. April 1923 gegründet. Er ist seit dem Jahr 1923 Mitglied der FIFA und seit 1962 der UEFA. Das erste Länderspiel der Türkei fand am 26. Oktober 1923 im Taksim-Stadion in Istanbul statt. Gegner war Rumänien. Rumänien ging zunächst durch den österreichischen Gastspieler Isidor Gansl in der 25. Minute mit 1:0 in Führung, doch durch zwei Tore von Zeki Rıza Sporel in der 32. Minute und 50. Minute gelang es der Türkei überraschend, für kurze Zeit in Führung zu gehen. Doch in der 67. Minute schaffte Rumänien durch ein erneutes Tor von Gansl noch den Ausgleich und so blieb der Spielstand des ersten Freundschaftsspiels für die Türkei bis zum Abpfiff. Mit seinen beiden Toren war Zeki Rıza Sporel der erste Torschütze der türkischen Nationalmannschaft. Insgesamt schoss er 15 Tore für die Türkei und war lange Zeit bester Torschütze, bis er von Lefter Küçükandonyadis eingeholt wurde. Den ersten Sieg feierte die türkische Nationalelf mit einem 4:2 am 17. Juni 1924 gegen Finnland. In Helsinkis Helsingfors-Stadion traf Zeki Rıza Sporel viermal und erzielte somit alle Treffer der Türken.
Aufstellung der Türkei im ersten Länderspiel:
| Position   | Name               | Verein                |
| ---------- | ------------------ | --------------------- |
| Tor        | Nedim Kaleci       | Altınordu İdman Yurdu |
| Abwehr     | Hasan Kâmil Sporel | Fenerbahçe Istanbul   |
| Abwehr     | İsmet Uluğ         | Fenerbahçe Istanbul   |
| Abwehr     | Fevzi Baron        | Altınordu İdman Yurdu |
| Abwehr     | Cafer Çağatay      | Fenerbahçe Istanbul   |
| Mittelfeld | Nihat Bekdik       | Galatasaray Istanbul  |
| Mittelfeld | Sabih Arca         | Fenerbahçe Istanbul   |
| Mittelfeld | Emin Bey           | Altınordu İdman Yurdu |
| Sturm      | Alaattin Baydar    | Fenerbahçe Istanbul   |
| Sturm      | Zeki Rıza Sporel   | Fenerbahçe Istanbul   |
| Sturm      | Bedri Gürsoy       | Fenerbahçe Istanbul   |

### Teilnahme der Türkei an der Fußball-Weltmeisterschaft

#### Fußball-Weltmeisterschaft 1954 in der Schweiz
Die Türkei nahm bei der Fußball-Weltmeisterschaft 1954 in der Schweiz erstmals an einer WM-Endrunde teil. Die türkische Mannschaft war in Gruppe 2 mit Ungarn, Deutschland und Südkorea in einer Gruppe, wo sie als Außenseiter galt. Das erste Spiel verlor die Türkei gegen Deutschland mit 1:4. Drei Tage später besiegte man den WM-Neuling Südkorea deutlich mit 7:0. Am 23. April 1954 kam es zu einem Entscheidungsspiel zwischen Türken und Deutschen. Die Türkei unterlag dem späteren Weltmeister mit 2:7 und schied daraufhin aus dem Turnier aus.

#### Fußball-Weltmeisterschaft 2002 in Japan und Südkorea

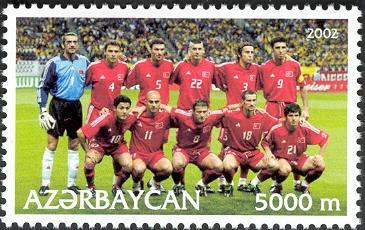
Die türkische Fußballnationalmannschaft auf einer aserbaidschanischen Briefmarke zur Fußball-Weltmeisterschaft 2002

Erst 48 Jahre später konnte sich die Türkei erneut für eine Fußball-Weltmeisterschaft qualifizieren. Die Türkei setzte sich in der Relegation gegen Österreich mit einem Auswärtssieg 1:0 und einem Heimsieg mit 5:0 durch und erhielt die Teilnahme an der Fußball-Weltmeisterschaft 2002 in Japan und Südkorea. In der Gruppe C trafen die Türken auf den Rekordweltmeister Brasilien, Costa Rica und China. Man galt hinter Brasilien als Favorit für die Qualifikation ins Achtelfinale. Im ersten Gruppenspiel gegen Brasilien boten die Türken ein gutes Spiel und gingen durch ein Tor von Hasan Şaş in Führung. Nachdem Ronaldo die Partie egalisiert hatte, bewertete der koreanische Schiedsrichter eine strittige Situation als Notbremse, verwies den Türken Alpay des Feldes und sprach den Brasilianern einen Elfmeter zu, den Rivaldo zum Siegtreffer verwandelte. In der Nachspielzeit sorgte Rivaldo für eine unrühmliche Szene, als er von Hakan Ünsal angeschossen wurde, eine Kopfverletzung vortäuschte und so den Platzverweis des türkischen Spielers herbeiführte.
Im zweiten Spiel gegen Costa Rica durfte die Türkei das Spiel nicht verlieren, denn sonst wären sie erneut wie bei der ersten Teilnahme bereits nach der Vorrunde ausgeschieden. Am Ende des Spiels hieß es 1:1 – unentschieden. Die Türkei musste auf die Schützenhilfe der Brasilianer hoffen und selbst das Spiel gegen China gewinnen. Sie besiegten die Chinesen souverän mit 3:0 und erhielten danach die Information, dass Brasilien mit 5:2 das Spiel für sich entschieden hatte. Somit war die Türkei im Achtelfinale. Im Achtelfinale besiegten die Türken den Gastgeber Japan durch ein frühes Kopfballtor von Ümit Davala mit 1:0. Im Viertelfinale traf man auf die Überraschungsmannschaft des Senegal, die den Titelverteidiger Frankreich im Eröffnungsspiel besiegt hatte. Durch ein Golden Goal von İlhan Mansız in der 95. Minute erreichte die Türkei das Halbfinale der WM 2002. Im Halbfinale trafen die Türken erneut auf Brasilien und genauso wie in der Begegnung davor verloren die Türken gegen die Mannschaft aus Südamerika, diesmal mit 0:1. Die Ay-Yıldızlılar erreichten im „kleinen Finale“ den 3. Platz, als man Südkorea mit 3:2 besiegte. Das 1. Tor des Spieles von Hakan Şükür in der 11. Sekunde war dabei das schnellste Tor der WM-Geschichte. Nach der WM 2002 konnte sich die Türkei für die darauffolgenden Turniere nicht qualifizieren.

#### Auf Endrundenteilnahme verzichtet oder nach Relegation ausgeschieden

##### Fußball-Weltmeisterschaft 1950 in Brasilien
Die Türkei überstand die Qualifikation für die Fußball-Weltmeisterschaft 1950 in Brasilien, verzichtete aber auf die Endrundenteilnahme. Die türkische Mannschaft wäre in Gruppe 4 mit Uruguay, Bolivien und Schottland in einer Gruppe. Die schottische Mannschaft verzichtete ebenso auf die Endrundenteilnahme. Der spätere Weltmeister Uruguay und Bolivien bestritten gegeneinander das einzige Spiel in der Gruppe 4, welches die Uruguayer 8:0 gewannen. Darüber hinaus verzichteten Frankreich und Portugal, denen die frei gewordenen Plätze angeboten wurden.

##### Fußball-Weltmeisterschaft 2006 in Deutschland
Trotz des 4:2-Heimsiegs über die Schweiz konnte sich die Türkei nicht für die Weltmeisterschaft 2006 qualifizieren, da die Schweiz aufgrund der Auswärtstorregel nach dem 2:0-Heimsieg von Bern die Endrunde in Deutschland erreichte. Vor Beginn des entscheidenden Spiels am 16. November 2005 wurde die Nationalhymne der Schweiz durch Pfiffe der Türken übertönt. Nach Ende des Spiels kam es zwischen den Spielern beider Mannschaften zu Handgreiflichkeiten und handfesten Auseinandersetzungen. Stephane Grichting erlitt einen Tritt in den Unterleib und musste mit Verdacht auf innere Verletzungen ins Krankenhaus. Torwarttrainer Erich Burgener erfuhr ein blaues Auge. Der Assistenztrainer der Türken, Mehmet Özdilek, stellte einem Schweizer Spieler ein Bein und bekam anschließend vom Schweizer Benjamin Huggel selbst einen Tritt. Medienvertreter wurden massiv an der Berichterstattung gehindert und ebenfalls tätlich angegriffen.
Die FIFA-Disziplinarkommission verurteilte daraufhin am 7. Februar 2006 den türkischen Verband zu einer Geldstrafe und der Übernahme der Verfahrenskosten von insgesamt 220.000 Schweizer Franken (über 130.000 Euro), zudem wurde er dazu verurteilt, die nächsten sechs Heimspiele außerhalb der Türkei in einem Stadion, welches mindestens 500 Kilometer vom türkischen Staatsgebiet entfernt liegt, sowie ohne Zuschauer zu bestreiten. Darüber hinaus erhielten Alpay Özalan, Emre Belözoğlu je sechs Länderspiele Sperre – Benjamin Huggel ebenfalls eine Sperre für sechs Länderspiele. Serkan Balcı wurde für zwei Spiele und Mehmet Özdilek (einer der Co-Trainer der Türkei) für zwölf Monate gesperrt, der Schweizer Physiotherapeut Stephan Meyer wurde für zwei Spiele der Nationalmannschaft gesperrt.
Nach der Veröffentlichung dieser Sanktionen seitens der FIFA ging der türkische Fußballverband in Revision ohne sonderlichen Erfolg, da die FIFA nicht bereit war, die Strafen zu mildern. Daraufhin suchte der türkische Verband sein Recht, indem er vor das Sportgericht (CAS) zog, das letztendlich die Strafe milderte und die endgültigen Sanktionen aussprach. Der türkische Fußballverband musste nun seine nächsten drei offiziellen Heimspiele ohne Publikum und in einem Drittland austragen. Die Spieler Huggel und Emre wurden nur noch für vier Pflichtspiele (zuvor sechs) ihrer Verbandsmannschaften gesperrt. Die ausgesprochenen Geldstrafen wurden hingegen bestätigt. Der türkische Verband zog es vor, alle drei Spiele in der Frankfurter Commerzbank-Arena auszutragen. Die Strafe gegen den Verband endete mit dem EM-Qualifikationsspiel gegen Norwegen.
| Jahr | Gastgeberland      | Teilnahme bis …                   | Letzte(r) Gegner                 | Ergebnis | Trainer      | Bemerkungen und Besonderheiten |
| ---- | ------------------ | --------------------------------- | -------------------------------- | -------- | ------------ | --- |
| 1930 | Uruguay            | nicht teilgenommen                |                                  |          |              | |
| 1934 | Italien            | zurückgezogen                     |                                  |          |              | |
| 1938 | Frankreich         | nicht teilgenommen                |                                  |          |              | |
| 1950 | Brasilien          | auf Endrundenteilnahme verzichtet |                                  |          |              | |
| 1954 | Schweiz            | Vorrunde                          | Ungarn, BR Deutschland, Südkorea | 9.       | Sandro Puppo | Aus im Entscheidungsspiel gegen BR Deutschland |
| 1958 | Schweden           | zurückgezogen                     |                                  |          |              | In der Qualifikation zurückgezogen, da die Türkei nicht gegen Israel spielen wollte. |
| 1962 | Chile              | nicht qualifiziert                |                                  |          |              | In der Qualifikation an der UdSSR gescheitert |
| 1966 | England            | nicht qualifiziert                |                                  |          |              | In der Qualifikation an Portugal gescheitert |
| 1970 | Mexiko             | nicht qualifiziert                |                                  |          |              | In der Qualifikation an der UdSSR gescheitert |
| 1974 | Deutschland        | nicht qualifiziert                |                                  |          |              | In der Qualifikation an Italien gescheitert |
| 1978 | Argentinien        | nicht qualifiziert                |                                  |          |              | In der Qualifikation an Österreich gescheitert |
| 1982 | Spanien            | nicht qualifiziert                |                                  |          |              | In der Qualifikation an der UdSSR und der Tschechoslowakei gescheitert |
| 1986 | Mexiko             | nicht qualifiziert                |                                  |          |              | In der Qualifikation an England und Nordirland gescheitert |
| 1990 | Italien            | nicht qualifiziert                |                                  |          |              | In der Qualifikation an der UdSSR und Österreich gescheitert |
| 1994 | USA                | nicht qualifiziert                |                                  |          |              | In der Qualifikation an Norwegen und der Niederlande gescheitert |
| 1998 | Frankreich         | nicht qualifiziert                |                                  |          |              | In der Qualifikation an den Niederlanden und Belgien gescheitert |
| 2002 | Japan und Südkorea | Spiel um Platz 3                  | Südkorea                         | 3.       | Şenol Güneş  | Durch ein Golden Goal von İlhan Mansız in der 95. Minute erreichte die Türkei das Halbfinale. Im Halbfinale am späteren Weltmeister Brasilien gescheitert. Hakan Şükürs Tor zum 1:0 im Spiel um Platz 3 nach elf Sekunden ist das schnellste Tor in der WM-Geschichte. |
| 2006 | Deutschland        | nicht qualifiziert                |                                  |          |              | In der Qualifikation in der Relegation an der Schweiz gescheitert |
| 2010 | Südafrika          | nicht qualifiziert                |                                  |          |              | In der Qualifikation an Spanien und Bosnien-Herzegowina gescheitert |
| 2014 | Brasilien          | nicht qualifiziert                |                                  |          |              | In der Qualifikation an den Niederlanden und Rumänien gescheitert |
| 2018 | Russland           | nicht qualifiziert                |                                  |          |              | In der Qualifikation an Island und Kroatien gescheitert. |
| 2022 | Katar              | nicht qualifiziert                |                                  |          |              | Im Play-off-Turnier an Portugal gescheitert. |

### Teilnahme der Türkei an der Fußball-Europameisterschaft

#### Fußball-Europameisterschaft 1996 in England
Die türkische Nationalmannschaft nahm das erste Mal an einer Fußball-Europameisterschaft 1996 in England teil. Unter der Leitung von Fatih Terim verlor die Türkei in der Vorrunde 0:1 gegen Kroatien, 0:1 gegen Portugal und 0:3 gegen Dänemark. Das Turnier beendete die Türkei in der Vorrunde als Gruppenletzter punkt- und torlos.

#### Fußball-Europameisterschaft 2000 in Belgien und den Niederlanden
Vier Jahre nach dem Debakel in England qualifizierte sich die Türkei für das Turnier in Belgien und den Niederlanden. Diesmal verlief es besser für die Mannschaft. Mit Mustafa Denizli als Trainer erzielten die Türken durch Okan Buruk das erste Tor gegen Italien in der Fußball-Europameisterschaft. Das Spiel verloren sie 1:2. Beim zweiten Spiel blieb es gegen Schweden bei 0:0. Im letzten Gruppenspiel gegen den Gastgeber Belgien gewann die Türkei durch zwei Tore von Hakan Şükür mit 2:0. Somit qualifizierte man sich als Gruppenzweiter für das Viertelfinale, dem bis dato besten Ergebnis. Jedoch verloren sie gegen Portugal mit 0:2 und mussten sich vom Wettbewerb verabschieden.

#### Fußball-Europameisterschaft 2008 in Österreich und der Schweiz
2008 konnten sich die Türken wieder für eine Europameisterschaft qualifizieren. Im ersten Spiel gegen Portugal verloren die Rot-Weißen mit 0:2. Im zweiten Spiel gegen den Gastgeber Schweiz lag man eine Zeit lang 0:1 zurück und es sah danach aus, dass die Türken das Turnier verlassen müssten. Durch ein Tor von Semih Şentürk stand es 1:1. In der letzten Minute der Nachspielzeit schoss Arda Turan das Siegtor und gleichzeitig die Schweiz aus dem Turnier. Im letzten Gruppenspiel gegen die Tschechen gab es erstmals eine besondere Ausgangssituation: Ein Unentschieden hätte zu keiner Entscheidung über die Platzierung beider Mannschaften geführt, da beide Mannschaften dieselbe Tordifferenz und Punktzahl hatten. Es hätte nach 90 Minuten ein Elfmeterschießen gegeben, um zu klären, wer als Zweiter hinter den Portugiesen ins Viertelfinale zieht. Nach der 60. Minute hielt man dies nicht mehr für nötig. Tschechien führte zu dieser Zeit mit 2:0. Arda Turan gelang aber das Anschlusstor, und ein Fehler von Petr Čech ermöglichte Nihat Kahveci das 2:2 in der 87. Min. Alles sah wieder nach einem Elfmeterschießen aus. Nihat jedoch drehte das Spiel komplett, denn kurz vor Ende der regulären Spielzeit erzielte er noch das Siegtor zum 3:2. Die Türkei war nach 2000 wieder im Viertelfinale. Das Viertelfinale lautete Kroatien – Türkei. Nachdem die reguläre Spielzeit torlos geendet hatte, ging das Spiel in die Verlängerung, die auch lange torlos blieb. Durch einen Fehler von Rüştü Reçber führten die Kroaten in der 119. Minute. Kroatien fühlte sich wie der sichere Sieger, doch aus dem Nichts erzielte Semih Şentürk in der 120. Minute das Ausgleichstor und rettete seine Mannschaft ins Elfmeterschießen. Das Elfmeterschießen entschieden die Türken für sich und waren somit im Halbfinale, der Gegner hieß Deutschland. Trotz einer guten Leistung gegen die Deutschen schieden die Türken mit 2:3 aus dem Turnier aus. Das Erreichen des Halbfinales ist das beste Ergebnis der Türkei bei einer Europameisterschaft.

#### Fußball-Europameisterschaft 2016 in Frankreich
Die türkische Nationalmannschaft konnte sich nach acht Jahren für eine Fußball-Europameisterschaft qualifizieren. Die Mannschaft von Trainer Fatih Terim traf in der Gruppe D auf Spanien, Kroatien und Tschechien. Im ersten Gruppenspiel verlor die Türkei, durch ein Tor von Luka Modrić, mit 1:0. Die zweite Partie verloren die Türken ebenfalls gegen Spanien mit 3:0. Im letzten Spiel gegen Tschechien hatte die türkische Mannschaft, aufgrund der neuen Regelung, die Möglichkeit, sich als Gruppendritter für das Achtelfinale zu qualifizieren. Sie gewannen das Spiel 2:0. Die Torschützen waren Burak Yılmaz (10.) und Ozan Tufan (65.). Aufgrund der schlechteren Tordifferenz reicht es dennoch nicht für die nächste Runde.

#### Fußball-Europameisterschaft 2021 in Europa
Die Türkei qualifizierte sich als Zweiter der Gruppe H für die Europameisterschaft. Die Milli Takım wurde in die Gruppe A mit Italien, Schweiz und Wales zugelost. Die Mannschaft von Nationaltrainer Şenol Güneş schied punktlos als Gruppenletzter aus, das einzige Tor für die Türkei erzielte İrfan Can Kahveci im letzten Gruppenspiel gegen die Schweiz.

#### Fußball-Europameisterschaft 2024 in Deutschland
Zum ersten Mal in der Verbandsgeschichte qualifizierte sich die Türkei als Gruppenerster für die Europameisterschaft.
| Jahr | Gastgeberland           | Teilnahme bis …    | Letzte(r) Gegner              | Ergebnis | Trainer           | Bemerkungen und Besonderheiten                                                                                           |
| ---- | ----------------------- | ------------------ | ----------------------------- | -------- | ----------------- | --- |
| 1960 | Frankreich              | nicht teilgenommen |                               |          |                   | |
| 1964 | Spanien                 | nicht qualifiziert |                               |          |                   | In der Vorrunde an Italien gescheitert, das sich auch nicht für die Endrunde qualifizieren konnte.                       |
| 1968 | Italien                 | nicht qualifiziert |                               |          |                   | In der Qualifikation an Titelverteidiger Spanien gescheitert, der sich auch nicht für die Endrunde qualifizieren konnte. |
| 1972 | Belgien                 | nicht qualifiziert |                               |          |                   | In der Qualifikation am späteren Europameister Deutschland gescheitert                                                   |
| 1976 | Jugoslawien             | nicht qualifiziert |                               |          |                   | In der Qualifikation an Vizeeuropameister UdSSR gescheitert, der sich aber auch nicht qualifizieren konnte.              |
| 1980 | Italien                 | nicht qualifiziert |                               |          |                   | In der Qualifikation am späteren Europameister Deutschland gescheitert.                                                  |
| 1984 | Frankreich              | nicht qualifiziert |                               |          |                   | In der Qualifikation erneut an Titelverteidiger Deutschland gescheitert.                                                 |
| 1988 | Deutschland             | nicht qualifiziert |                               |          |                   | In der Qualifikation an England gescheitert.                                                                             |
| 1992 | Schweden                | nicht qualifiziert |                               |          |                   | In der Qualifikation wieder an England gescheitert.                                                                      |
| 1996 | England                 | Vorrunde           | Kroatien, Portugal, Dänemark  | –        | Fatih Terim       | Als Gruppenletzter ausgeschieden.                                                                                        |
| 2000 | Belgien und Niederlande | Viertelfinale      | Portugal                      | –        | Mustafa Denizli   | Im Viertelfinale ausgeschieden gegen Portugal.                                                                           |
| 2004 | Portugal                | nicht qualifiziert |                               |          |                   | In den Playoffs der Gruppenzweiten an Lettland gescheitert.                                                              |
| 2008 | Österreich und Schweiz  | Halbfinale         | Deutschland                   | –        | Fatih Terim       | Im Halbfinale ausgeschieden gegen Deutschland.                                                                           |
| 2012 | Polen und Ukraine       | nicht qualifiziert |                               |          |                   | In den Playoffs der Gruppenzweiten an Kroatien gescheitert.                                                              |
| 2016 | Frankreich              | Vorrunde           | Kroatien, Spanien, Tschechien |          | Fatih Terim       | Als Gruppendritter ausgeschieden.                                                                                        |
| 2021 | Europa                  | Vorrunde           | Italien, Schweiz, Wales       |          | Şenol Güneş       | Als Gruppenletzter ausgeschieden.                                                                                        |
| 2024 | Deutschland             | Viertelfinale      | Niederlande                   | –        | Vincenzo Montella | Im Viertelfinale ausgeschieden gegen die Niederlande.                                                                    |

### Teilnahme der Türkei am Konföderationen-Pokal

#### Konföderationen-Pokal 2003 in Frankreich
Die Türkei nahm das erste und bislang letzte Mal an einem Konföderationen-Pokal 2003 in Frankreich teil. Die Türken wurden aufgrund der Absage von Deutschland als WM-Dritter nachnominiert. In der Gruppe B spielten die Rot-Weißen gegen Brasilien, Kamerun und USA. Im ersten Spiel gegen die USA gewann man 2:1. Die Tore machten Okan Yılmaz und Tuncay Şanlı. Danach folgte die Partie gegen Kamerun. Das Spiel endete mit einer 0:1-Niederlage. Im letzten Gruppenspiel reichte den Türken im Duell gegen die Brasilianer ein Punkt um das Halbfinale zu erreichen. Die Türken spielten eine gute Partie und das Ergebnis lautete 2:2. Kurz vor Schlusspfiff erzielte Alex noch das Ausgleichstor. Im Halbfinale traf man auf den gleichzeitigen Europameister, Titelverteidiger und Gastgeber Frankreich. Trotz einer guten Leistung musste sich die türkische Mannschaft am Ende geschlagen geben. Sie verloren 2:3. Im Spiel um Platz 3 gegen Kolumbien, gelang es durch ein spätes Tor von Okan Yılmaz sich den 3. Platz zu sichern. Vor diesem Treffer stand das Spiel 1:1.
| Jahr | Gastgeberland      | Teilnahme bis …    | Letzter Gegner | Ergebnis | Trainer     | Bemerkungen und Besonderheiten                                                                       |
| ---- | ------------------ | ------------------ | -------------- | -------- | ----------- | --- |
| 1997 | Saudi-Arabien      | nicht qualifiziert | –              | –        |             | |
| 1999 | Mexiko             | nicht qualifiziert | –              | –        |             | |
| 2001 | Südkorea und Japan | nicht qualifiziert | –              | –        |             | |
| 2003 | Frankreich         | Spiel um Platz 3   | Kolumbien      | 3.       | Şenol Güneş | Die Türkei nahm, aufgrund einer Absage des DFB aus Termingründen, als WM-Dritter am Wettbewerb teil. |
| 2005 | Deutschland        | nicht qualifiziert | –              | –        |             | |
| 2009 | Südafrika          | nicht qualifiziert | –              | –        |             | |
| 2013 | Brasilien          | nicht qualifiziert | –              | –        |             | |
| 2017 | Russland           | nicht qualifiziert |                |          |             | |

### Teilnahme der Türkei an der UEFA Nations League
Die Türkei nahm bisher dreimal an der Nations League teil.
| Jahre   | Liga   | Teilnahme bis … | Letzte(r) Gegner   | Ergebnis  | Trainer           | Bemerkungen und Besonderheiten                          |
| ------- | ------ | --------------- | ------------------ | --------- | ----------------- | ------------------------------------------------------- |
| 2018/19 | Liga B | Gruppenphase    | Schweden, Russland | 22. Platz | Mircea Lucescu    |                                                         |
| 2020/21 | Liga B | Gruppenphase    | Russland, Ungarn   | 29. Platz | Şenol Güneş       | Die Türkei stieg als Gruppenletzter in die Liga C ab.   |
| 2022/23 | Liga C | Gruppenphase    | Luxemburg, Färöer  | 35. Platz | Stefan Kuntz      | Die Türkei stieg als Gruppenerster in die Liga B auf.   |
| 2024/25 | Liga B | Relegation      | Ungarn             | 23. Platz | Vincenzo Montella | Die Türkei stieg nach der Relegation in die Liga A auf. |

### Teilnahme der Türkei an den Olympischen Sommerspielen

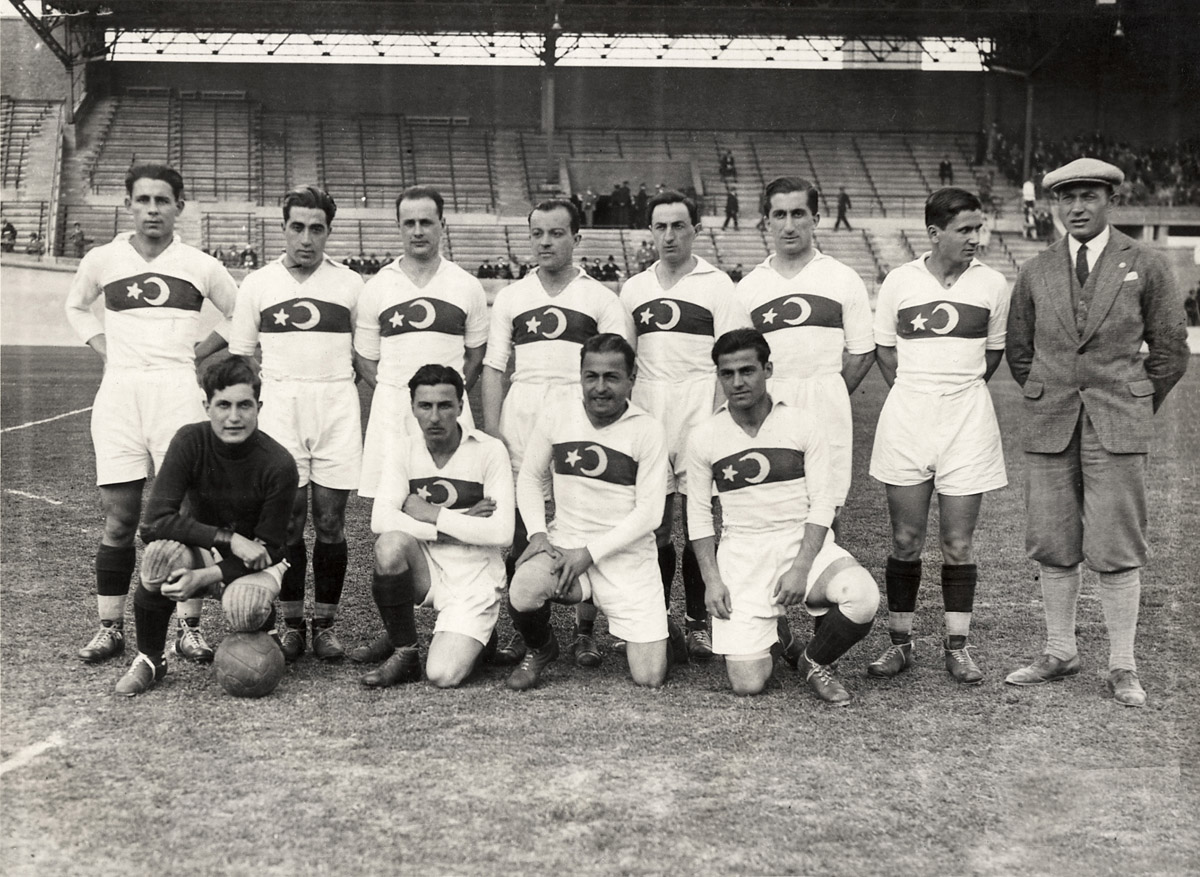
Die türkische Mannschaft vor der Partie gegen Ägypten bei den Olympischen Sommerspielen 1928

| 1924 in Paris        | Vorrunde                       |
| 1928 in Amsterdam    | Achtelfinale                   |
| 1936 in Berlin       | Achtelfinale                   |
| 1948 in London       | Viertelfinale                  |
| 1952 in Helsinki     | Viertelfinale (Amateurauswahl) |
| 1956 in Melbourne    | Teilnahme abgesagt             |
| 1960 in Rom          | Gruppenphase (Amateurauswahl)  |
| 1964 in Tokio        | nicht teilgenommen             |
| 1968 in Mexiko-Stadt | nicht teilgenommen             |
| 1972 in München      | nicht teilgenommen             |
| 1976 in Montréal     | nicht teilgenommen             |
| 1980 in Moskau       | nicht teilgenommen             |
| 1984 in Los Angeles  | nicht teilgenommen             |
| 1988 in Seoul        | nicht teilgenommen             |
| 1992 in Barcelona    | nicht teilgenommen             |
| 1996 in Atlanta      | nicht teilgenommen             |
| 2000 in Sydney       | nicht teilgenommen             |
| 2004 in Athen        | nicht teilgenommen             |
| 2008 in Peking       | nicht teilgenommen             |
| 2012 in London       | nicht teilgenommen             |

## Spielkleidung und Trikots
In den ersten Spielen spielte die Nationalmannschaft in weißen Hemden mit rotem Brustring und weißen Hosen. Auf den roten Brustring war die türkische Flagge genäht. Die türkische Nationalmannschaft bestreitet ihre Heimspiele in rot-weißen Trikots und roten Hosen. Bis Anfang 2009 trugen die türkischen Spieler in Auswärtsspielen weiße Trikots und türkise Hosen. Diese Farbkombination wurde von vielen Menschen in der Türkei kritisiert, der türkische Fußballverband hielt jedoch daran fest.
Bei der Europameisterschaft 1996, der ersten, an der die Türkei teilnahm, sowie bei der Fußball-Weltmeisterschaft 2002 trug man Adidas, seit 2003 dagegen ist Nike technischer Sponsor.[veraltet]Von 2010 bis 2015 spielte die türkische Nationalelf erneut mit weißen Heimtrikots und rotem Brustring. Das Auswärtstrikot war in rot mit dunklem roten Brustring. Auf diesen Ringen befand sich die türkische Flagge.

### Klassik
| 1925–1995 |

### Heimtrikot
| 1996–1997 | 1998–2000 | 2000–2001 | 2002–2003 | 2003 | 2004–2005 | 2006–2007 | 2008–2009 | 2010–2011 | 2012–2015 | 2016–2017 |

| 2018–2020 | 2020–2022 | 2022–2024 | 2024– |

### Auswärtstrikot
| 1996–1997 |  | 1998–2000 |  | 2000–2001 | 2002–2003 | 2003 | 2004–2005 | 2006–2007 | 2008–2009 | 2010–2011 | 2012–2015 | 2016–2017 |

| 2018–2020 | 2020–2022 | 2022–2024 | 2024– |

## Spielorte
Die türkische Nationalmannschaft hat kein Nationalstadion wie beispielsweise die englische Fußballnationalmannschaft mit dem Wembley-Stadion. So finden die Heimspiele seit jeher in wechselnden Stadien statt, wobei die Auswahl von der Bedeutung des Spieles und des Gegners abhängt.

## Aktuelles

### Übersicht

#### Länderspiele
Aufgelistet sind die Spiele der letzten zwölf Monate sowie alle geplanten Begegnungen. Die Ergebnisse werden aus türkischer Sicht dargestellt (Stand: 7. Juni 2025).
| Datum                                                                                                  | Spielort      | Gegner             | Ergebnis  | Art des Spiels            | Tor(e) für die Türkei                                                          |
| --- | ------------- | ------------------ | --------- | ------------------------- | ------------------------------------------------------------------------------ |
| 10. Juni 2024                                                                                          | Warschau      | Polen              | 1:2 (0:1) | Freundschaftsspiel        | Yılmaz (77.)                                                                   |
| 18. Juni 2024                                                                                          | Dortmund      | Georgien           | 3:1 (1:1) | EM 2024-Vorrunde          | Müldür (25.), Güler (65.) Aktürkoğlu (90.+7')                                  |
| 22. Juni 2024                                                                                          | Dortmund      | Portugal           | 0:3 (0:2) | EM 2024-Vorrunde          | keine                                                                          |
| 26. Juni 2024                                                                                          | Hamburg       | Tschechien         | 2:1 (0:0) | EM 2024-Vorrunde          | Çalhanoğlu (51.), Tosun (90.+4')                                               |
| 2. Juli 2024                                                                                           | Leipzig       | Österreich         | 2:1 (1:0) | EM 2024-Achtelfinale      | Demiral (1., 59.)                                                              |
| 6. Juli 2024                                                                                           | Berlin        | Niederlande        | 1:2 (1:0) | EM 2024-Viertelfinale     | Akaydin (35.)                                                                  |
| 6. Sep. 2024                                                                                           | Cardiff       | Wales              | 0:0       | Nations League            | keine                                                                          |
| 9. Sep. 2024                                                                                           | Izmir         | Island             | 3:1 (1:1) | Nations League            | Aktürkoğlu (2.) Aktürkoğlu (52.), Aktürkoğlu (88.)                             |
| 11. Okt. 2024                                                                                          | Samsun        | Montenegro         | 1:0 (0:0) | Nations League            | Kahveci (69.)                                                                  |
| 14. Okt. 2024                                                                                          | Reykjavík     | Island             | 4:2 (0:1) | Nations League            | Kahveci (69.), Çalhanoğlu (67. Handelfmeter), Güler (88.), Aktürkoğlu (90.+5') |
| 16. Nov. 2024                                                                                          | Kayseri       | Wales              | 0:0       | Nations League            | keine                                                                          |
| 19. Nov. 2024                                                                                          | Nikšić        | Montenegro         | 1:3 (1:2) | Nations League            | Yıldız (37.)                                                                   |
| 20. März 2025                                                                                          | Istanbul      | Ungarn             | 3:1 (2:0) | Nations-League-Relegation | Kökçü (9.), Aktürkoğlu (69.), Kahveci (73.)                                    |
| 23. März 2025                                                                                          | Budapest      | Ungarn             | 3:0 (2:0) | Nations-League-Relegation | Çalhanoğlu (37. Foulelfmeter), Güler (39.), Bardakcı (90.)                     |
| 7. Juni 2025                                                                                           | East Hartford | Vereinigte Staaten | 2:1 (2:1) | Freundschaftsspiel        | Güler (24.), Aktürkoğlu (27.)                                                  |
| 10. Juni 2025                                                                                          | Chapel Hill   | Mexiko             | 0:1 (0:1) | Freundschaftsspiel        | keine                                                                          |
| 4. Sep. 2025                                                                                           |               | Georgien           | -:- (-:-) | WM 2026-Qualifikation     |                                                                                |
| 7. Sep. 2025                                                                                           | Konya         | Spanien            | -:- (-:-) | WM 2026-Qualifikation     |                                                                                |
| 11. Okt. 2025                                                                                          |               | Bulgarien          | -:- (-:-) | WM 2026-Qualifikation     |                                                                                |
| 14. Okt. 2025                                                                                          | Kocaeli       | Georgien           | -:- (-:-) | WM 2026-Qualifikation     |                                                                                |
| 15. Nov. 2025                                                                                          | Bursa         | Bulgarien          | -:- (-:-) | WM 2026-Qualifikation     |                                                                                |
| 18. Nov. 2025                                                                                          |               | Spanien            | -:- (-:-) | WM 2026-Qualifikation     |                                                                                |
| Grün: Sieg der türkischen Mannschaft • Gelb: Unentschieden • Rot: Niederlage der türkischen Mannschaft |               |                    |           |                           |                                                                                |

#### Aktueller Kader
Folgende Nationalspieler bildeten das türkische Aufgebot für die Freundschaftsspiele gegen die USA und Mexiko (7. und 11. Juni 2025).
Stand der Leistungsdaten: 11. Juni 2025
| Position   | Name               | Geburtsdatum  | Verein                 | Spiele | Tore | Debüt                                        | Letzter Einsatz                        |
| ---------- | ------------------ | ------------- | ---------------------- | ------ | ---- | -------------------------------------------- | -------------------------------------- |
| Tor        | Altay Bayındır     | 14. Apr. 1998 | Manchester United      | 10     | 0    | 27. Mai 2021, gegen Aserbaidschan            | 22. Juni 2024, gegen Portugal          |
| Tor        | Berke Özer         | 25. Mai 2000  | Eyüpspor               | 02     | 0    | 7. Juni 2025, gegen Vereinigte Staaten       | 11. Juni 2025, gegen Mexiko            |
| Tor        | Muhammed Şengezer  | 5. Jan. 1997  | Istanbul Başakşehir FK | 0      | 0    |                                              |                                        |
| Abwehr     | Samet Akaydin      | 13. März 1994 | Çaykur Rizespor        | 14     | 01   | 19. Nov. 2022, gegen Tschechien              | 23. März 2025, gegen Ungarn            |
| Abwehr     | Yusuf Akçiçek      | 25. Jan. 2006 | Fenerbahçe Istanbul    | 02     | 0    | 23. März 2025, gegen Ungarn                  | 7. Juni 2025, gegen Vereinigte Staaten |
| Abwehr     | Zeki Çelik         | 17. Feb. 1997 | AS Rom                 | 54     | 02   | 5. Juni 2018, gegen Russland                 | 7. Juni 2025, gegen Vereinigte Staaten |
| Abwehr     | Merih Demiral      | 5. März 1998  | Al-Ahli                | 55     | 04   | 20. Nov. 2018, gegen Ukraine                 | 11. Juni 2025, gegen Mexiko            |
| Abwehr     | Eren Elmalı        | 7. Juli 2000  | Galatasaray Istanbul   | 17     | 0    | 7. Juni 2022, gegen Litauen                  | 7. Juni 2025, gegen Vereinigte Staaten |
| Abwehr     | Mustafa Eskihellaç | 5. Mai 1997   | Trabzonspor            | 02     | 0    | 7. Juni 2025, gegen Vereinigte Staaten       | 11. Juni 2025, gegen Mexiko            |
| Abwehr     | Mert Müldür        | 3. Apr. 1999  | Fenerbahçe Istanbul    | 36     | 02   | 11. Okt. 2018, gegen Bosnien und Herzegowina | 11. Juni 2025, gegen Mexiko            |
| Abwehr     | Yasin Özcan        | 20. Apr. 2006 | Kasımpaşa Istanbul     | 01     | 0    | 11. Juni 2025, gegen Mexiko                  | 11. Juni 2025, gegen Mexiko            |
| Abwehr     | Çağlar Söyüncü     | 23. Mai 1996  | Fenerbahçe Istanbul    | 58     | 02   | 24. März 2016, gegen Schweden                | 11. Juni 2025, gegen Mexiko            |
| Mittelfeld | Kaan Ayhan         | 10. Nov. 1994 | Galatasaray Istanbul   | 71     | 05   | 31. Aug. 2016, gegen Russland                | 11. Juni 2025, gegen Mexiko            |
| Mittelfeld | Orkun Kökçü        | 29. Dez. 2000 | Benfica Lissabon       | 41     | 03   | 6. Sep. 2020, gegen Serbien                  | 11. Juni 2025, gegen Mexiko            |
| Mittelfeld | Demir Ege Tıknaz   | 17. Aug. 2004 | Rio Ave FC             | 01     | 0    | 11. Juni 2025, gegen Mexiko                  | 11. Juni 2025, gegen Mexiko            |
| Mittelfeld | Okay Yokuşlu       | 9. März 1994  | Trabzonspor            | 47     | 01   | 17. Nov. 2015, gegen Griechenland            | 19. Nov. 2024, gegen Montenegro        |
| Mittelfeld | İsmail Yüksek      | 26. Jan. 1999 | Fenerbahçe Istanbul    | 25     | 01   | 22. Sep. 2022, gegen Luxemburg               | 11. Juni 2025, gegen Mexiko            |
| Angriff    | Kerem Aktürkoğlu   | 21. Okt. 1998 | Benfica Lissabon       | 44     | 12   | 27. Mai 2021, gegen Aserbaidschan            | 11. Juni 2025, gegen Mexiko            |
| Angriff    | Oğuz Aydın         | 27. Okt. 2000 | Fenerbahçe Istanbul    | 04     | 0    | 4. Juni 2024, gegen Italien                  | 7. Juni 2025, gegen Vereinigte Staaten |
| Angriff    | Deniz Gül          | 2. Juli 2004  | FC Porto               | 03     | 0    | 20. März 2025, gegen Ungarn                  | 11. Juni 2025, gegen Mexiko            |
| Angriff    | Arda Güler         | 25. Feb. 2005 | Real Madrid            | 21     | 05   | 19. Nov. 2022, gegen Tschechien              | 11. Juni 2025, gegen Mexiko            |
| Angriff    | İrfan Can Kahveci  | 15. Juli 1995 | Fenerbahçe Istanbul    | 41     | 05   | 23. März 2018, gegen Irland                  | 11. Juni 2025, gegen Mexiko            |
| Angriff    | Ahmed Kutucu       | 1. März 2000  | Galatasaray Istanbul   | 03     | 0    | 17. Nov. 2019, gegen Andorra                 | 11. Juni 2025, gegen Mexiko            |
| Angriff    | Can Uzun           | 11. Nov. 2005 | Eintracht Frankfurt    | 03     | 0    | 22. März 2024, gegen Ungarn                  | 7. Juni 2025, gegen Vereinigte Staaten |
| Angriff    | Kenan Yıldız       | 4. Mai 2005   | Juventus Turin         | 21     | 02   | 12. Okt. 2023, gegen Kroatien                | 11. Juni 2025, gegen Mexiko            |
| Angriff    | Barış Alper Yılmaz | 23. Mai 2000  | Galatasaray Istanbul   | 28     | 02   | 13. Nov. 2021, gegen Gibraltar               | 11. Juni 2025, gegen Mexiko            |

#### Erweiterter Kader
Zum erweiterten Kader gehören alle Spieler, die innerhalb der letzten zwölf Monate in den Kader der Nationalmannschaft berufen wurden. (Stand: 8. Juni 2025)
| Position   | Name                | Geburtsdatum  | Verein                 | Spiele | Tore | Debüt                                | Letzter Einsatz                     | Letzte Nominierung                  |
| ---------- | ------------------- | ------------- | ---------------------- | ------ | ---- | ------------------------------------ | ----------------------------------- | ----------------------------------- |
| Tor        | Uğurcan Çakır       | 5. Apr. 1996  | Trabzonspor            | 31     | 0    | 30. Mai 2019, gegen Griechenland     | 23. März 2025, gegen Ungarn         | 7. Juni 2025 Vereinigte Staaten     |
| Tor        | Mert Günok          | 1. März 1989  | Beşiktaş Istanbul      | 37     | 0    | 24. Mai 2012, gegen Georgien         | 19. Nov. 2024, gegen Montenegro     | 20. März 2025, gegen Ungarn         |
| Abwehr     | Rayyan Baniya       | 18. Feb. 1999 | FC Palermo             | 0      | 0    |                                      |                                     | 23. März 2025, gegen Ungarn         |
| Abwehr     | Abdülkerim Bardakcı | 7. Sep. 1994  | Galatasaray Istanbul   | 19     | 02   | 16. Juni 2023, gegen Lettland        | 23. März 2025, gegen Ungarn         | 23. März 2025, gegen Ungarn         |
| Abwehr     | Ferdi Kadıoğlu      | 7. Okt. 1999  | Brighton & Hove Albion | 22     | 01   | 4. Juni 2022, gegen Färöer           | 14. Okt. 2024, gegen Island         | 16. Nov. 2024, gegen Wales          |
| Abwehr     | Ahmetcan Kaplan     | 16. Jan. 2003 | Ajax Amsterdam         | 0      | 0    |                                      |                                     | 6. Juli 2024, gegen die Niederlande |
| Abwehr     | Taha Şahin          | 22. Okt. 2000 | Çaykur Rizespor        | 0      | 0    |                                      |                                     | 23. März 2025, gegen Ungarn         |
| Abwehr     | Gökhan Sazdağı      | 20. Sep. 1994 | Kayserispor            | 0      | 0    |                                      |                                     | 19. Nov. 2024, gegen Montenegro     |
| Abwehr     | Emirhan Topçu       | 11. Okt. 2000 | Beşiktaş Istanbul      | 02     | 0    | 6. Sep. 2024, gegen Wales            | 19. Nov. 2024, gegen Montenegro     | 23. März 2025, gegen Ungarn         |
| Mittelfeld | Doğucan Haspolat    | 11. Feb. 2000 | KVC Westerlo           | 0      | 0    |                                      |                                     | 19. Nov. 2024, gegen Montenegro     |
| Mittelfeld | Hakan Çalhanoğlu    | 8. Feb. 1994  | Inter Mailand          | 97     | 21   | 6. Sep. 2013, gegen Andorra          | 23. März 2025, gegen Ungarn         | 7. Juni 2025 Vereinigte Staaten     |
| Mittelfeld | Atakan Karazor      | 13. Okt. 1996 | VfB Stuttgart          | 0      | 0    |                                      |                                     | 23. März 2025, gegen Ungarn         |
| Mittelfeld | Salih Özcan         | 11. Jan. 1998 | Borussia Dortmund      | 23     | 0    | 29. März 2022, gegen Italien         | 23. März 2025, gegen Ungarn         | 7. Juni 2025 Vereinigte Staaten     |
| Angriff    | Yunus Akgün         | 7. Juli 2000  | Galatasaray Istanbul   | 14     | 02   | 4. Juni 2022, gegen Färöer           | 19. Nov. 2024, gegen Montenegro     | 20. März 2025, gegen Ungarn         |
| Angriff    | Cihan Çanak         | 24. Jan. 2005 | Trabzonspor            | 0      | 0    |                                      |                                     | 19. Nov. 2024, gegen Montenegro     |
| Angriff    | Eren Dinkçi         | 13. Dez. 2001 | SC Freiburg            | 0      | 0    |                                      |                                     | 16. Nov. 2024, gegen Wales          |
| Angriff    | Mustafa Hekimoğlu   | 22. Apr. 2007 | Beşiktaş Istanbul      | 0      | 0    |                                      |                                     | 7. Juni 2025 Vereinigte Staaten     |
| Angriff    | Semih Kılıçsoy      | 15. Aug. 2005 | Beşiktaş Istanbul      | 04     | 0    | 4. Juni 2024, gegen Italien          | 19. Nov. 2024, gegen Montenegro     | 19. Nov. 2024, gegen Montenegro     |
| Angriff    | Emre Mor            | 24. Juli 1997 | Eyüpspor               | 15     | 01   | 29. Mai 2016, gegen Montenegro       | 9. Okt. 2017, gegen Finnland        | 23. März 2025, gegen Ungarn         |
| Angriff    | Umut Nayir          | 28. Juni 1993 | Konyaspor              | 05     | 01   | 25. März 2023, gegen Armenien        | 9. Sep. 2024, gegen Island          | 9. Sep. 2024, gegen Island          |
| Angriff    | Cenk Tosun          | 7. Juni 1991  | Fenerbahçe Istanbul    | 53     | 21   | 15. Okt. 2013, gegen die Niederlande | 6. Juli 2024, gegen die Niederlande | 6. Juli 2024, gegen die Niederlande |
| Angriff    | Enes Ünal           | 10. Mai 1997  | AFC Bournemouth        | 34     | 03   | 31. März 2015, gegen Luxemburg       | 16. Nov. 2024, gegen Wales          | 19. Nov. 2024, gegen Montenegro     |
| Angriff    | Yusuf Yazıcı        | 29. Jan. 1997 | Olympiakos Piräus      | 45     | 03   | 11. Juni 2017, gegen Kosovo          | 22. Juni 2024, gegen Portugal       | 6. Juli 2024, gegen die Niederlande |

#### Trainer- und Funktionsteam
| Position                    | Name               |
| --------------------------- | ------------------ |
| Chef-Trainer                | Vincenzo Montella  |
| Co-Trainer                  | Daniele Russo      |
| Co-Trainer                  | Selçuk Şahin       |
| Torwarttrainer              | Emre Karakovan     |
| Torwarttrainer              | Ozan Özerkan       |
| Athletik-Performancetrainer | Vural Durmuş       |
| Athletik-Performancetrainer | Pierpaolo Polino   |
| Spielanalyst                | Okan Aydıner       |
| Spielanalyst                | Massimo Crivellaro |

## Nationaltrainer
| Name                    | Erstes Spiel                                         | Letztes Spiel                                        | Sp. | S 1 | U 1 | N 1 | Tore  | Differenz | Punkte 2 | Punktquote 2 | Siegquote 1 | Bild                            | Turniere (Endrunden)    | Erfolge                                 |
| ----------------------- | ---------------------------------------------------- | ---------------------------------------------------- | --- | --- | --- | --- | ----- | --------- | -------- | ------------ | ----------- | ------------------------------- | ----------------------- | --------------------------------------- |
| Ali Sami Yen (interim)  | 26. Okt. 1923, gegen Rumänien                        | 26. Okt. 1923, gegen Rumänien                        | 01  | 0   | 01  | 0   | 2:2   | 0±0       | 01       | 1,0          | 0 %         | Ali Sami Yen                    |                         |                                         |
| Billy Hunter            | 25. Mai 1924, gegen Tschechoslowakei                 | 12. Sep. 1926, gegen Polen                           | 12  | 05  | 0   | 07  | 21:29 | 0–8       | 15       | 1,25         | 41,67 %     | Billy Hunter                    | Olympia 1924            |                                         |
| Béla Tóth               | 17. Juli 1927, gegen Bulgarien                       | 17. Apr. 1932, gegen Ungarn (Amateure)               | 08  | 02  | 01  | 05  | 14:24 | –10       | 07       | 0,88         | 25 %        | Béla Tóth                       | Olympia 1928            |                                         |
| Fred Pagnam             | 22. Apr. 1932, gegen Ungarn (Amateure)               | 4. Nov. 1932, gegen Bulgarien                        | 02  | 0   | 0   | 02  | 3:7   | 0–4       | 0        | 0,00         | 0 %         |                                 |                         |                                         |
| James Donnelly          | 12. Juli 1936, gegen Jugoslawien                     | 3. Aug. 1937, gegen Jugoslawien                      | 03  | 0   | 01  | 02  | 4:10  | 0–6       | 01       | 0,33         | 0 %         |                                 | Olympia 1936            |                                         |
| Ignác Molnár            | 23. Apr. 1948, gegen Griechenland                    | 30. Mai 1948, gegen Österreich                       | 02  | 01  | 0   | 01  | 3:2   | 0+1       | 03       | 1,5          | 50 %        | Ignác Molnár                    |                         |                                         |
| Ulvi Yenal (interim)    | 2. Aug. 1948, gegen China                            | 5. Aug. 1948, gegen Jugoslawien                      | 02  | 01  | 0   | 01  | 5:3   | 0+2       | 03       | 1,5          | 50 %        | Ulvi Yenal (dritter von rechts) | Olympia 1948            |                                         |
| Peter Molloy            | 28. Nov. 1948, gegen Griechenland                    | 20. Mai 1949, gegen Italien B-Mannschaft             | 05  | 03  | 0   | 02  | 9:8   | 0+1       | 09       | 1,8          | 60 %        |                                 |                         |                                         |
| Cihat Arman (interim)   | 20. Nov. 1949, gegen Syrien                          | 20. Nov. 1949, gegen Syrien                          | 01  | 01  | 0   | 0   | 7:0   | 0+7       | 03       | 3            | 100 %       | Cihat Arman                     |                         |                                         |
| Peter Molloy            | 28. Mai 1950, gegen Iran                             | 28. Okt. 1950, gegen Israel                          | 02  | 01  | 0   | 01  | 7:6   | 0+1       | 03       | 1,5          | 50 %        |                                 |                         |                                         |
| Jimmy McCormick         | 3. Dez. 1950, gegen Israel                           | 10. Juni 1951, gegen Schweden                        | 02  | 01  | 0   | 01  | 4:5   | 0–1       | 03       | 1,5          | 50 %        |                                 |                         |                                         |
| Rebii Erkal             | 17. Juni 1951, gegen BRD                             | 21. Nov. 1951, gegen BRD                             | 03  | 02  | 0   | 01  | 3:3   | 0±0       | 06       | 2            | 66,67 %     | Rebii Erkal                     |                         |                                         |
| Sandro Puppo            | 1. Juni 1952, gegen Schweiz                          | 23. Juni 1954, gegen BRD                             | 11  | 03  | 03  | 05  | 19:26 | 0–7       | 12       | 1,09         | 27,27 %     | Sandro Puppo                    | WM 1954                 |                                         |
| Gündüz Kılıç            | 17. Okt. 1954, gegen Jugoslawien                     | 17. Okt. 1954, gegen Jugoslawien                     | 01  | 0   | 0   | 01  | 1:5   | 0–4       | 0        | 0            | 0 %         | Gündüz Kılıç                    |                         |                                         |
| Žarko Mihajlović        | 3. Apr. 1955, gegen Frankreich B-Mannschaft          | 26. Juni 1955, gegen Italien B-Mannschaft            | 02  | 0   | 02  | 0   | 1:1   | 0±0       | 02       | 1            | 0 %         |                                 |                         |                                         |
| Giovanni Varglien       | 18. Dez. 1955, gegen Portugal                        | 1. Mai 1956, gegen Brasilien                         | 05  | 02  | 0   | 03  | 8:9   | 0–1       | 06       | 1,2          | 40 %        | Giovanni Varglien               |                         |                                         |
| Cihat Arman             | 16. Nov. 1956, gegen Polen                           | 25. Nov. 1956, gegen Tschechoslowakei                | 02  | 0   | 02  | 0   | 2:2   | 0±0       | 02       | 1            | 0 %         | Cihat Arman                     |                         |                                         |
| László Székely          | 5. Apr. 1957, gegen Ägypten                          | 8. Dez. 1957, gegen Belgien                          | 04  | 02  | 01  | 01  | 6:4   | 0+2       | 07       | 1,75         | 50 %        | László Székely                  |                         |                                         |
| Leandro Remondini       | 4. Mai 1958, gegen Niederlande                       | 10. Mai 1959, gegen Niederlande                      | 07  | 03  | 03  | 01  | 6:5   | 0+1       | 12       | 1,71         | 42,86 %     |                                 |                         |                                         |
| Ignác Molnár            | 8. Juni 1960, gegen Schottland                       | 8. Juni 1960, gegen Schottland                       | 01  | 01  | 0   | 0   | 4:2   | +2        | 3        | 3            | 100 %       | Ignác Molnár                    |                         |                                         |
| Sandro Puppo            | 27. Nov. 1960, gegen Bulgarien                       | 16. Mai 1962, gegen Israel                           | 10  | 04  | 0   | 06  | 8:13  | 0–5       | 12       | 1,2          | 40 %        | Sandro Puppo                    |                         |                                         |
| Şeref Görkey            | 10. Okt. 1962, gegen Äthiopien                       | 10. Okt. 1962, gegen Äthiopien                       | 01  | 01  | 0   | 0   | 3:0   | 0+3       | 03       | 3            | 100 %       |                                 |                         |                                         |
| Ljubiša Spajić          | 25. Nov. 1962, gegen Israel                          | 16. Dez. 1962, gegen Äthiopien                       | 04  | 01  | 02  | 01  | 3:7   | 0–4       | 05       | 1,25         | 25 %        |                                 |                         |                                         |
| Bülent Eken             | 27. März 1963, gegen Italien                         | 9. Okt. 1964, gegen Rumänien                         | 04  | 0   | 02  | 02  | 0:4   | 0–4       | 02       | 0,5          | 0 %         | Bülent Eken                     |                         |                                         |
| Cihat Arman             | 27. Sep. 1964, gegen Polen                           | 20. Dez. 1964, gegen Bulgarien                       | 03  | 01  | 01  | 01  | 6:4   | 0+2       | 04       | 1,33         | 33,33 %     | Cihat Arman                     |                         |                                         |
| Sandro Puppo            | 24. Jan. 1965, gegen Portugal                        | 30. Mai 1966, gegen Dänemark                         | 09  | 01  | 02  | 06  | 5:23  | –18       | 05       | 0,56         | 11,11 %     | Sandro Puppo                    |                         |                                         |
| Doğan Andaç             | 21. Juli 1965, gegen Pakistan                        | 25. Juli 1965, gegen Iran                            | 02  | 01  | 01  | 0   | 3:1   | 0+2       | 04       | 2            | 50 %        |                                 |                         |                                         |
| Sandro Puppo            | 9. Okt. 1965, gegen Tschechoslowakei                 | 30. Mai 1966, gegen Dänemark                         | 05  | 01  | 02  | 02  | 3:10  | 0–7       | 05       | 1            | 20 %        | Sandro Puppo                    |                         |                                         |
| Adnan Süvari            | 12. Okt. 1966, gegen Deutschland                     | 11. Dez. 1968, gegen Nordirland                      | 17  | 05  | 04  | 08  | 16:32 | –16       | 19       | 1,12         | 29,41 %     |                                 |                         |                                         |
| Şükrü Gülesin (interim) | 17. Jan. 1969, gegen Saudi-Arabien                   | 17. Jan. 1969, gegen Saudi-Arabien                   | 01  | 01  | 0   | 0   | 2:1   | 0+1       | 03       | 3            | 100 %       |                                 |                         |                                         |
| Abdulah Gegić           | 30. Apr. 1969, gegen Polen                           | 16. Nov. 1969, gegen Sowjetunion                     | 06  | 03  | 0   | 03  | 13:11 | 0+2       | 09       | 1,5          | 50 %        |                                 |                         |                                         |
| Sabri Kiraz             | 17. Okt. 1970, gegen BRD                             | 17. Okt. 1970, gegen BRD                             | 01  | 0   | 01  | 0   | 1:1   | 0±0       | 01       | 1            | 0 %         |                                 |                         |                                         |
| Doğan Andaç (interim)   | 13. Dez. 1970, gegen Albanien                        | 13. Dez. 1970, gegen Albanien                        | 01  | 01  | 0   | 0   | 2:1   | 0+1       | 03       | 3            | 100 %       |                                 |                         |                                         |
| Cihat Arman             | 25. Apr. 1971, gegen BRD                             | 14. Nov. 1971, gegen Albanien                        | 04  | 0   | 0   | 04  | 1:15  | –14       | 0        | 0            | 0 %         | Cihat Arman                     |                         |                                         |
| Nicolae Petrescu        | 5. Dez. 1971, gegen Polen                            | 5. Dez. 1971, gegen Polen                            | 01  | 01  | 0   | 0   | 1:0   | 0+1       | 03       | 3            | 100 %       | Nicolae Petrescu                |                         |                                         |
| Coşkun Özarı            | 12. Apr. 1972, gegen Bulgarien U-23-Mannschaft       | 31. Okt. 1976, gegen Malta                           | 29  | 08  | 11  | 10  | 38:43 | 0–5       | 35       | 1,21         | 27,59 %     | Coşkun Özarı                    |                         |                                         |
| Doğan Andaç             | 17. Nov. 1976, gegen Deutsche Demokratische Republik | 17. Nov. 1976, gegen Deutsche Demokratische Republik | 01  | 0   | 01  | 0   | 1:1   | 0±0       | 01       | 1            | 0 %         |                                 |                         |                                         |
| Metin Türel             | 16. Feb. 1977, gegen Bulgarien                       | 5. Okt. 1978, gegen Sowjetunion                      | 13  | 02  | 01  | 10  | 11:22 | –11       | 07       | 0,54         | 15,38 %     |                                 |                         |                                         |
| Sabri Kiraz             | 29. Nov. 1978, gegen Wales                           | 15. Okt. 1980, gegen Wales                           | 12  | 05  | 01  | 06  | 13:15 | 0–2       | 16       | 1,33         | 41,67 %     |                                 |                         |                                         |
| Özkan Sümer             | 3. Dez. 1980, gegen Tschechoslowakei                 | 25. März 1981, gegen Wales                           | 02  | 0   | 0   | 02  | 0:3   | 0–3       | 0        | 0            | 0 %         |                                 |                         |                                         |
| Fethi Demircan          | 15. Apr. 1981, gegen Tschechoslowakei                | 7. Okt. 1981, gegen Sowjetunion                      | 04  | 0   | 0   | 04  | 0:12  | –12       | 0        | 0            | 0 %         |                                 |                         |                                         |
| Coşkun Özarı            | 22. Sep. 1982, gegen Ungarn                          | 4. Apr. 1984, gegen Ungarn                           | 17  | 05  | 02  | 10  | 15:36 | –21       | 17       | 1            | 29,41 %     | Coşkun Özarı                    |                         |                                         |
| Candan Tarhan           | 6. Sep. 1984, gegen Sowjetunion U-21-Mannschaft      | 14. Nov. 1984, gegen England                         | 05  | 01  | 01  | 03  | 3:13  | –10       | 04       | 0,8          | 20 %        |                                 |                         |                                         |
| Yılmaz Gökdel           | 22. Dez. 1984, gegen Luxemburg                       | 3. Apr. 1985, gegen Rumänien                         | 03  | 01  | 01  | 01  | 1:3   | 0–2       | 04       | 1,33         | 33,33 %     |                                 |                         |                                         |
| Kálmán Mészöly          | 1. Mai 1985, gegen Nordirland                        | 28. Aug. 1985, gegen Schweiz                         | 02  | 0   | 01  | 01  | 0:2   | 0–2       | 01       | 0,5          | 0 %         | Kálmán Mészöly                  |                         |                                         |
| Coşkun Özarı            | 11. Sep. 1985, gegen Nordirland                      | 12. Nov. 1986, gegen Nordirland                      | 08  | 01  | 03  | 04  | 3:14  | –11       | 06       | 0,75         | 12,5 %      | Coşkun Özarı                    |                         |                                         |
| Mustafa Denizli         | 4. März 1987, gegen Rumänien                         | 16. Dez. 1987, gegen Jugoslawien                     | 06  | 01  | 01  | 04  | 8:16  | 0–8       | 04       | 0,67         | 16,67 %     | Mustafa Denizli                 |                         |                                         |
| Tınaz Tırpan            | 16. März 1988, gegen Ungarn                          | 15. Nov. 1989, gegen Sowjetunion                     | 11  | 05  | 01  | 05  | 16:12 | 0+4       | 16       | 1,45         | 45,45 %     |                                 |                         |                                         |
| Fatih Terim (interim)   | 11. Apr. 1990, gegen Dänemark                        | 11. Apr. 1990, gegen Dänemark                        | 01  | 0   | 0   | 01  | 0:1   | 0–1       | 0        | 0            | 0 %         | Fatih Terim                     |                         |                                         |
| Josef Piontek           | 27. Mai 1990, gegen Irland                           | 28. Apr. 1993, gegen Norwegen                        | 27  | 04  | 08  | 15  | 22:50 | –28       | 20       | 0,74         | 14,81 %     | Sepp Piontek                    |                         |                                         |
| Fatih Terim             | 27. Okt. 1993, gegen Polen                           | 19. Juni 1996, gegen Dänemark                        | 33  | 17  | 08  | 08  | 47:35 | +12       | 51       | 1,55         | 51,52 %     | Fatih Terim                     | EM 1996                 |                                         |
| Mustafa Denizli         | 14. Aug. 1996, gegen Moldau                          | 24. Juni 2000, gegen Portugal                        | 31  | 11  | 09  | 11  | 43:38 | 0+5       | 42       | 1,35         | 35,48 %     | Mustafa Denizli                 | EM 2000                 |                                         |
| Şenol Güneş             | 16. Aug. 2000, gegen Bosnien und Herzegowina         | 18. Feb. 2004, gegen Dänemark                        | 50  | 23  | 13  | 14  | 90:51 | +39       | 82       | 1,64         | 46 %        | Şenol Güneş                     | WM 2002 Confed Cup 2003 | WM-Dritter 2002 Confed-Cup-Dritter 2003 |
| Ünal Karaman (interim)  | 31. März 2004, gegen Kroatien                        | 31. März 2004, gegen Kroatien                        | 01  | 0   | 01  | 0   | 2:2   | 0±0       | 01       | 1            | 0 %         |                                 |                         |                                         |
| Ersun Yanal             | 28. Apr. 2004, gegen Belgien                         | 8. Juni 2005, gegen Kasachstan                       | 15  | 08  | 04  | 03  | 29:14 | +15       | 28       | 1,87         | 53,33 %     | Ersun Yanal                     |                         |                                         |
| Fatih Terim             | 17. Aug. 2005, gegen Bulgarien                       | 14. Okt. 2009, gegen Armenien                        | 58  | 26  | 18  | 14  | 90:66 | +24       | 96       | 1,66         | 44,83 %     | Fatih Terim                     | EM 2008                 | EM-Halbfinale                           |
| Oğuz Çetin (interim)    | 3. März 2010, gegen Honduras                         | 29. Mai 2010, gegen Vereinigte Staaten               | 04  | 03  | 0   | 01  | 7:3   | 0+4       | 09       | 2,25         | 75 %        | Oğuz Çetin                      |                         |                                         |
| Guus Hiddink            | 11. Aug. 2010, gegen Rumänien                        | 15. Nov. 2011, gegen Kroatien                        | 16  | 07  | 04  | 05  | 18:15 | +3        | 25       | 1,56         | 43,75 %     | Guus Hiddink                    |                         |                                         |
| Abdullah Avcı           | 29. Feb. 2012, gegen Slowakei                        | 14. Aug. 2013, gegen Ghana                           | 18  | 06  | 04  | 08  | 26:26 | 0±0       | 22       | 1,22         | 27,78 %     | Abdullah Avcı                   |                         |                                         |
| Fatih Terim             | 6. Sep. 2013, gegen Andorra                          | 11. Juni 2017, gegen Kosovo                          | 43  | 27  | 07  | 09  | 68:37 | +31       | 88       | 2,04         | 62,79 %     | Fatih Terim                     | EM 2016                 |                                         |
| Mircea Lucescu          | 1. Aug. 2017, gegen Ukraine                          | 20. Nov. 2018, gegen Ukraine                         | 17  | 04  | 06  | 07  | 17:25 | 0–8       | 18       | 1,06         | 23,53 %     | Mircea Lucescu                  |                         |                                         |
| Şenol Güneş             | 22. März 2019, gegen Albanien                        | 7. Sep. 2021, gegen Niederlande                      | 32  | 15  | 10  | 07  | 37:39 | 0–2       | 55       | 1,72         | 46,88 %     | Şenol Güneş                     | EM 2021                 |                                         |
| Stefan Kuntz            | 8. Okt. 2021, gegen Norwegen                         | 12. Sep. 2023, Japan                                 | 20  | 12  | 03  | 05  | 46:26 | +20       | 39       | 1,95         | 60 %        | Stefan Kuntz                    |                         |                                         |
| Vincenzo Montella       | 12. Okt. 2023, gegen Kroatien                        |                                                      | 23  | 12  | 04  | 07  | 36:29 | 0+7       | 40       | 1,74         | 52,17 %     | Vincenzo Montella               | EM 2024                 |                                         |
| Stand: 11. Juni 2025    |                                                      |                                                      |     |     |     |     |       |           |          |              |             |                                 |                         |                                         |

## Rekordspieler
Die Ranglisten zeigen jeweils die Spieler mit den meisten Einsätzen und den meisten Toren der türkischen Nationalmannschaft. Bei gleicher Anzahl an Spielen sind die Spieler nach Nachnamen sortiert, bei gleicher Anzahl an Toren nach der höheren Torquote.
| Rang | Name             | Spiele | Tore | erstes Spiel                   | letztes Spiel                     |
| ---- | ---------------- | ------ | ---- | ------------------------------ | --------------------------------- |
| 01.  | Rüştü Reçber     | 120    | 0    | 12. Okt. 1994, gegen Island    | 26. Mai 2012, gegen Finnland      |
| 02.  | Hakan Şükür      | 112    | 51   | 25. März 1992, gegen Luxemburg | 17. Okt. 2007, gegen Griechenland |
| 03.  | Bülent Korkmaz   | 102    | 03   | 17. Okt. 1990, gegen Irland    | 17. Aug. 2005, gegen Bulgarien    |
| 04.  | Emre Belözoğlu   | 101    | 09   | 23. Feb. 2000, gegen Norwegen  | 11. Okt. 2019, gegen Albanien     |
| 05.  | Arda Turan       | 100    | 17   | 16. Aug. 2006, gegen Luxemburg | 6. Okt. 2017, gegen Island        |
| 06.  | Hakan Çalhanoğlu | 097    | 21   | 6. Sep. 2013, gegen Andorra    | 23. März 2025, gegen Ungarn       |
| 07.  | Tugay Kerimoğlu  | 094    | 02   | 27. Mai 1990, gegen Irland     | 5. Juni 2007, gegen Brasilien     |
| 08.  | Alpay Özalan     | 090    | 04   | 15. Feb. 1995, gegen Rumänien  | 16. Nov. 2005, gegen Schweiz      |
| 09.  | Hamit Altıntop   | 082    | 08   | 18. Feb. 2004, gegen Dänemark  | 12. Nov. 2014, gegen Brasilien    |
| 10.  | Mehmet Topal     | 081    | 02   | 6. Feb. 2008, gegen Schweden   | 20. Nov. 2018, gegen Ukraine      |

| Rang | Name                     | Tore | Spiele | erstes Tor                              | letztes Tor                                 |
| ---- | ------------------------ | ---- | ------ | --------------------------------------- | ------------------------------------------- |
| 01.  | Hakan Şükür              | 51   | 112    | 8. Apr. 1992, gegen Dänemark            | 2. Juni 2007, gegen Bosnien und Herzegowina |
| 02.  | Burak Yılmaz             | 31   | 077    | 3. Juni 2011, gegen Belgien             | 24. März 2022, gegen Portugal               |
| 03.  | Tuncay Şanlı             | 22   | 080    | 19. Juni 2003, gegen Vereinigte Staaten | 5. Sep. 2009, gegen Estland                 |
| 04.  | Lefter Küçükandonyadis † | 21   | 046    | 23. Apr. 1948, gegen Griechenland       | 16. Mai 1962, gegen Israel                  |
|      | Cenk Tosun               | 21   | 052    | 13. Nov. 2015, gegen Katar              | 26. Juni 2024, gegen Tschechien             |
|      | Hakan Çalhanoğlu         | 21   | 097    | 31. März 2015, gegen Luxemburg          | 23. März 2025, gegen Ungarn                 |
| 07.  | Metin Oktay †            | 19   | 036    | 18. Dez. 1955, gegen Portugal           | 9. Mai 1965, gegen Bulgarien                |
|      | Cemil Turan              | 19   | 044    | 13. Dez. 1970, gegen Albanien           | 5. Apr. 1978, gegen Albanien                |
|      | Nihat Kahveci            | 19   | 069    | 6. Okt. 2001, gegen Moldau              | 3. Sep. 2010, gegen Kasachstan              |
| 10.  | Arda Turan               | 17   | 100    | 25. Mai 2008, gegen Uruguay             | 29. März 2016, gegen Österreich             |

| Rang | Name                   | Gegner                                       | damaliges Alter                 |
| ---- | ---------------------- | -------------------------------------------- | ------------------------------- |
| 01.  | Hüsamettin Böke †      | 7. Mai 1926, gegen Rumänien                  | 16 Jahre und 27 Tage            |
| 02.  | Mehmet Leblebi †       | 25. Mai 1924, gegen Tschechoslowakei         | 16 Jahre, 4 Monate und 23 Tage  |
| 03.  | Gündüz Kılıç †         | 12. Juli 1936, gegen Jugoslawien             | 16 Jahre, 8 Monate und 13 Tage  |
| 04.  | Necdet Cici †          | 4. Nov. 1932, gegen Bulgarien                | 16 Jahre, 10 Monate und 3 Tage  |
| 05.  | Hayri Ragıp Candemir † | 16. Nov. 1924, gegen Sowjetunion             | 16 Jahre, 10 Monate und 15 Tage |
| 06.  | Kemal Faruki †         | 17. Juli 1927, gegen Bulgarien               | 16 Jahre, 10 Monate und 20 Tage |
| 07.  | Nuri Şahin             | 8. Okt. 2005, gegen Deutschland              | 17 Jahre, 1 Monat und 3 Tage    |
| 08.  | Batuhan Karadeniz      | 11. Okt. 2008, gegen Bosnien und Herzegowina | 17 Jahre, 5 Monate und 17 Tage  |
| 09.  | Caner Erkin            | 26. Mai 2006, gegen Ghana                    | 17 Jahre, 7 Monate und 22 Tage  |
| 10.  | Engin Verel            | 8. Mai 1974, gegen Bulgarien                 | 17 Jahre, 7 Monate und 23 Tage  |

| Rang | Name                     | Gegner                            | damaliges Alter                |
| ---- | ------------------------ | --------------------------------- | ------------------------------ |
| 01.  | Emre Belözoğlu           | 11. Okt. 2019, gegen Albanien     | 39 Jahre, 1 Monat und 4 Tage   |
| 02.  | Rüştü Reçber             | 26. Mai 2012, gegen Finnland      | 39 Jahre und 16 Tage           |
| 03.  | Engin İpekoğlu           | 17. Nov. 1999, gegen Irland       | 38 Jahre, 5 Monate und 10 Tage |
| 04.  | Lefter Küçükandonyadis † | 9. Okt. 1963, gegen Rumänien      | 37 Jahre, 9 Monate und 17 Tage |
|      | Tugay Kerimoğlu          | 5. Juni 2007, gegen Brasilien     | 36 Jahre, 9 Monate und 12 Tage |
| 06.  | Bülent Korkmaz           | 17. Aug. 2005, gegen Bulgarien    | 36 Jahre, 8 Monate und 24 Tage |
| 07.  | Burak Yılmaz             | 24. März 2022, gegen Portugal     | 36 Jahre, 8 Monate und 9 Tage  |
| 08.  | Okan Buruk               | 22. Mai 2010, gegen Tschechien    | 36 Jahre, 7 Monate und 3 Tage  |
| 09.  | Emre Aşık                | 22. Mai 2010, gegen Tschechien    | 36 Jahre, 5 Monate und 9 Tage  |
| 10.  | Hakan Şükür              | 17. Okt. 2007, gegen Griechenland | 36 Jahre, 1 Monat und 15 Tage  |

Stand: 11. Juni 2025

## Länderspielbilanzen
| Land                                                           | Sp. | S   | U   | N   | Tore    | Diff. | Wichtige Begegnungen                                                                                       |
| -------------------------------------------------------------- | --- | --- | --- | --- | ------- | ----- | --- |
| Ägypten                                                        | 5   | 3   | 0   | 2   | 9:10    | −1    | Olympia 1928; Mediterranean Cup 1949, 1957                                                                 |
| Albanien                                                       | 12  | 6   | 2   | 4   | 13:14   | −1    | EM-Qualifikation 1972, 1984, 2020; WM-Qualifikation 2006                                                   |
| Algerien                                                       | 3   | 1   | 0   | 2   | 4:2     | +2    | |
| Andorra                                                        | 4   | 4   | 0   | 0   | 10:0    | +10   | WM-Qualifikation 2014; EM-Qualifikation 2020                                                               |
| Angola                                                         | 1   | 1   | 0   | 0   | 3:2     | +1    | |
| Armenien                                                       | 4   | 3   | 1   | 0   | 6:1     | +5    | WM-Qualifikation 2010; EM-Qualifikation 2024                                                               |
| Aserbaidschan                                                  | 8   | 6   | 1   | 1   | 11:3    | +8    | WM-Qualifikation 2002; EM-Qualifikation 2012                                                               |
| Äthiopien                                                      | 2   | 1   | 1   | 0   | 3:0     | +3    | |
| Australien                                                     | 2   | 2   | 0   | 0   | 4:1     | +3    | |
| Belgien                                                        | 11  | 3   | 5   | 3   | 17:18   | −1    | WM-Qualifikation 1998, 2010; EM-Vorrunde 2000; EM-Qualifikation 2010, 2012                                 |
| Bosnien und Herzegowina                                        | 6   | 2   | 2   | 2   | 6:7     | −1    | EM-Qualifikation 2008; WM-Qualifikation 2010                                                               |
| Brasilien                                                      | 6   | 0   | 2   | 4   | 3:10    | −7    | WM-Vorrunde & Halbfinale 2002; Confederations Cup 2003                                                     |
| Bulgarien                                                      | 23  | 7   | 6   | 10  | 36:44   | −8    | Balkan-Cup 1931, 1973, 1974, 1977; WM-Qualifikation 2026                                                   |
| Chile                                                          | 3   | 2   | 1   | 0   | 3:0     | +3    | |
| Rep. China                                                     | 1   | 1   | 0   | 0   | 4:0     | +4    | Olympia 1948                                                                                               |
| VR China                                                       | 1   | 1   | 0   | 0   | 3:0     | +3    | WM-Vorrunde 2002                                                                                           |
| Costa Rica                                                     | 1   | 0   | 1   | 0   | 1:1     | ±0    | WM-Vorrunde 2002                                                                                           |
| Dänemark                                                       | 10  | 2   | 5   | 3   | 9:12    | −3    | EM-Vorrunde 1996; WM-Qualifikation 2006                                                                    |
| Deutschland                                                    | 22  | 4   | 4   | 14  | 19:54   | −35   | WM-Vorrunde 1954; EM-Qualifikation 1972, 1980, 1984, 2000, 2012; EM-Halbfinale 2008                        |
| Ecuador                                                        | 1   | 0   | 0   | 1   | 0:1     | −1    | |
| Elfenbeinküste                                                 | 1   | 0   | 1   | 0   | 1:1     | ±0    | |
| England                                                        | 11  | 0   | 2   | 9   | 1:33    | −32   | WM-Qualifikation 1986, 1994; EM-Qualifikation 1988, 1992, 2004                                             |
| Estland                                                        | 8   | 5   | 3   | 0   | 17:4    | +13   | WM-Qualifikation 2010, 2014                                                                                |
| Färöer                                                         | 3   | 1   | 1   | 1   | 6:3     | +3    | Nations League 2022/23                                                                                     |
| Finnland                                                       | 15  | 5   | 4   | 6   | 24:22   | +2    | WM-Qualifikation 1986, 2018; EM-Qualifikation 2000                                                         |
| Frankreich                                                     | 8   | 1   | 2   | 5   | 6:16    | −10   | Mediterranean Cup 1955; Confederations Cup 2003; EM-Qualifikation 2020                                     |
| Georgien                                                       | 6   | 4   | 1   | 1   | 15:6    | +9    | EM-Vorrunde 2024; WM-Qualifikation 2026                                                                    |
| Ghana                                                          | 2   | 0   | 2   | 0   | 3:3     | ±0    | |
| Gibraltar                                                      | 2   | 2   | 0   | 0   | 9:0     | +9    | WM-Qualifikation 2022                                                                                      |
| Guinea                                                         | 1   | 0   | 1   | 0   | 0:0     | ±0    | |
| Griechenland                                                   | 11  | 8   | 2   | 1   | 20:7    | +13   | WM-Qualifikation 2006; EM-Qualifikation 2008                                                               |
| Honduras                                                       | 3   | 3   | 0   | 0   | 5:0     | +5    | |
| Irak                                                           | 1   | 0   | 1   | 0   | 0:0     | ±0    | |
| Iran                                                           | 7   | 5   | 2   | 0   | 14:2    | +12   | ECO-Cup 1965, 1966, 1967, 1969, 1974                                                                       |
| Irland                                                         | 14  | 3   | 6   | 5   | 16:27   | −11   | EM-Qualifikation 1968, 1976, 1992, 2000                                                                    |
| Island                                                         | 15  | 4   | 3   | 8   | 18:26   | –8    | WM-Qualifikation 1982, 1990, 2018; EM-Qualifikation 1996, 2016, 2020; Nations League 2024/25               |
| Israel                                                         | 6   | 4   | 0   | 2   | 9:12    | −3    | |
| Italien                                                        | 16  | 0   | 5   | 11  | 10:29   | −19   | Mediterranean Cup 1949, 1953, 1955; EM-Qualifikation 1964, EM-Vorrunde 2000, 2021; WM-Qualifikation 1974   |
| Japan                                                          | 3   | 1   | 0   | 2   | 3:5     | −2    | WM-Achtelfinale 2002                                                                                       |
| Kamerun                                                        | 1   | 0   | 0   | 1   | 0:1     | −1    | Confederations Cup 2003                                                                                    |
| Kanada                                                         | 2   | 2   | 0   | 0   | 6:1     | +5    | |
| Kasachstan                                                     | 6   | 6   | 0   | 0   | 19:2    | +17   | WM-Qualifikation 2006; EM-Qualifikation 2012, 2016                                                         |
| Katar                                                          | 1   | 1   | 0   | 0   | 2:1     | +1    | |
| Kolumbien                                                      | 1   | 1   | 0   | 0   | 2:1     | +1    | Confederations Cup 2003                                                                                    |
| Kosovo                                                         | 2   | 2   | 0   | 0   | 6:1     | +5    | WM-Qualifikation 2018                                                                                      |
| Kroatien                                                       | 12  | 2   | 6   | 4   | 10:15   | −5    | EM-Vorrunde 1996, EM-Viertelfinale 2008, EM-Relegation 2012, EM-Qualifikation 2024; WM-Qualifikation 2018, |
| Lettland                                                       | 10  | 4   | 5   | 1   | 22:15   | +7    | EM-Qualifikation 2004, 2014, 2016, 2024; WM-Qualifikation 2022                                             |
| Libyen                                                         | 1   | 0   | 0   | 1   | 1:2     | −1    | |
| Liechtenstein                                                  | 2   | 2   | 0   | 0   | 8:0     | +8    | EM-Qualifikation 2004                                                                                      |
| Litauen                                                        | 2   | 2   | 0   | 0   | 8:0     | +8    | Nations League 2022/23                                                                                     |
| Luxemburg                                                      | 9   | 7   | 1   | 1   | 18:9    | +9    | WM-Qualifikation 1974; Nations League 2022/23                                                              |
| Malaya                                                         | 1   | 1   | 0   | 0   | 3:0     | +3    | |
| Malta                                                          | 6   | 5   | 1   | 0   | 15:4    | +11   | WM-Qualifikation 1974; EM-Qualifikation 1980, 2008                                                         |
| Mexiko                                                         | 1   | 0   | 0   | 1   | 0:1     | −1    | |
| Moldau                                                         | 12  | 10  | 2   | 0   | 31:3    | +28   | EM-Qualifikation 2000, 2008, 2020; WM-Qualifikation 2002                                                   |
| Montenegro                                                     | 6   | 3   | 2   | 1   | 9:8     | +1    | WM-Qualifikation 2022; Nations League 2024/25                                                              |
| Neuseeland                                                     | 1   | 1   | 0   | 0   | 2:1     | +1    | |
| Niederlande                                                    | 15  | 4   | 4   | 7   | 15:23   | −8    | WM-Qualifikation 1994, 1998, 2014, 2022; EM-Viertelfinale 2024, EM-Qualifikation 2016                      |
| Nordirland                                                     | 12  | 5   | 2   | 5   | 12:12   | ±0    | WM-Qualifikation 1970, 1986; EM-Qualifikation 1984, 1988, 2000                                             |
| Nordmazedonien                                                 | 8   | 5   | 2   | 1   | 14:9    | +5    | WM-Qualifikation 2002; EM-Qualifikation 2004                                                               |
| Norwegen                                                       | 11  | 5   | 3   | 3   | 15:16   | −1    | WM-Qualifikation 1962, 1994, 2022; EM-Qualifikation 2008                                                   |
| Österreich                                                     | 18  | 8   | 1   | 9   | 25:24   | +1    | WM-Qualifikation 1978, 1990, 2002; EM-Qualifikation 1984, 2012; EM-Achtelfinale 2024                       |
| Pakistan                                                       | 4   | 3   | 1   | 0   | 16:9    | +7    | ECO-Cup 1965, 1967, 1969, 1974                                                                             |
| Paraguay                                                       | 1   | 0   | 1   | 0   | 0:0     | ±0    | |
| Polen                                                          | 18  | 3   | 3   | 12  | 13:41   | −28   | EM-Qualifikation 1972, 1992; WM-Qualifikation 1994                                                         |
| Portugal                                                       | 10  | 2   | 0   | 8   | 9:22    | −10   | WM-Qualifikation 1966, 2022; EM-Vorrunde 1996, 2000, 2008, 2024                                            |
| Rumänien                                                       | 26  | 5   | 7   | 14  | 24:49   | −25   | EM-Qualifikation 1960; WM-Qualifikation 1966, 1986, 2014                                                   |
| Russland                                                       | 8   | 1   | 3   | 4   | 6:10    | −4    | Nations League 2018/19, 2020/21                                                                            |
| San Marino                                                     | 4   | 3   | 1   | 0   | 16:1    | +15   | WM-Qualifikation 1994, 1998                                                                                |
| Saudi-Arabien                                                  | 3   | 3   | 0   | 0   | 6:1     | +5    | |
| Schottland                                                     | 2   | 2   | 0   | 0   | 6:3     | +3    | |
| Schweden                                                       | 12  | 5   | 4   | 3   | 15:14   | +1    | EM-Qualifikation 1996, EM-Vorrunde 2000; WM-Qualifikation 2002, Nations League 2018/19                     |
| Schweiz                                                        | 16  | 8   | 3   | 5   | 22:23   | –1    | WM-Qualifikation 1974, 2006; EM-Qualifikation 1976, 1996, EM-Vorrunde 2008, 2021                           |
| Senegal                                                        | 1   | 1   | 0   | 0   | 1:0     | +1    | WM-Viertelfinale 2002                                                                                      |
| Serbien                                                        | 2   | 0   | 2   | 0   | 2:2     | ±0    | Nations League 2020/21                                                                                     |
| Slowakei                                                       | 6   | 4   | 1   | 1   | 8:3     | +6    | WM-Qualifikation 2002; EM-Qualifikation 2004                                                               |
| Slowenien                                                      | 2   | 1   | 0   | 1   | 1:2     | −1    | |
| Spanien                                                        | 11  | 1   | 4   | 6   | 5:17    | −12   | WM-Qualifikation 1954, 2010; EM-Qualifikation 1968, EM-Vorrunde 2016                                       |
| Südafrika                                                      | 1   | 0   | 0   | 1   | 0:2     | −2    | |
| Südkorea                                                       | 7   | 4   | 2   | 1   | 13:4    | +9    | WM-Vorrunde 1954, WM-Spiel um Platz 3 2002                                                                 |
| Syrien                                                         | 1   | 1   | 0   | 0   | 7:0     | +7    | WM-Qualifikation 1950                                                                                      |
| Tschechien                                                     | 12  | 6   | 1   | 5   | 17:22   | −5    | EM-Vorrunde 2008, 2016, 2024, EM-Qualifikation 2016                                                        |
| Tunesien                                                       | 5   | 1   | 4   | 0   | 6:3     | +3    | |
| Ukraine                                                        | 9   | 4   | 3   | 2   | 11:9    | +2    | WM-Qualifikation 2006, 2016, 2018                                                                          |
| Ungarn                                                         | 19  | 6   | 2   | 11  | 23:36   | −13   | EM-Qualifikation 1996, 2008; WM-Qualifikation 2014; Nations League 2020/21, Relegation 2024/25             |
| Uruguay                                                        | 1   | 0   | 0   | 1   | 2:3     | −1    | |
| Usbekistan                                                     | 1   | 1   | 0   | 0   | 2:0     | +2    | |
| Vereinigte Staaten                                             | 5   | 2   | 1   | 2   | 7:7     | ±0    | Confederations Cup 2003                                                                                    |
| Wales                                                          | 11  | 3   | 4   | 4   | 10:13   | −3    | EM-Qualifikation 1980, 2024; WM-Qualifikation 1982, 1998; EM 2021-Vorrunde; Nations League 2024/25         |
| Belarus                                                        | 4   | 2   | 1   | 1   | 8:7     | +1    | |
| Ehemalige Nationalmannschaften als UEFA- oder FIFA-Mitglieder: |     |     |     |     |         |       | |
| DDR                                                            | 5   | 3   | 1   | 1   | 10:5    | +5    | WM-Qualifikation 1978, 1990                                                                                |
| Jugoslawien                                                    | 10  | 1   | 3   | 6   | 14:26   | −12   | Balkan-Cup 1931; Olympia 1948; EM-Qualifikation 1988                                                       |
| Sowjetunion                                                    | 15  | 3   | 0   | 12  | 8:30    | −22   | WM-Qualifikation 1962, 1970, 1982, 1990; EM-Qualifikation 1976                                             |
| Tschechoslowakei                                               | 10  | 1   | 2   | 7   | 5:24    | −19   | Olympia 1924; WM-Qualifikation 1966, 1982; EM-Qualifikation 1968                                           |
| Gesamt                                                         | 641 | 251 | 150 | 240 | 878:914 | −36   | |

Farblegende:
- positive Bilanz (mehr Siege als Niederlagen)
- ausgeglichene Bilanz
- negative Bilanz (mehr Niederlagen als Siege)

Stand: 11. Juni 2025

## Die türkische Nationalmannschaft in der FIFA-Weltrangliste
Bei der Einführung der FIFA-Weltrangliste im August 1993 belegte die Türkei den 66. Platz. Zwei Monate später war man auf dem 67. Platz, es ist bis heute die schlechteste Platzierung der türkischen Mannschaft. Im November 1993 verbesserte man sich auf den 51. Platz. Im Juni 1995 belegte die Türkei Platz 25. Seit der Einführung war dies die beste Platzierung. Die Türkei konnte ihre Position nicht konstant halten und fiel im September 1998 auf Platz 62. Nach der Teilnahme an der Fußball-Europameisterschaft 2000 erreichte man im Juli 2000 den 29. Platz. Auf Grund des 3. Platzes bei der Fußball-Weltmeisterschaft 2002 wurden die Türken in der Weltrangliste im September 2002 Siebter. Damit war man zum ersten Mal unter den zehn besten Fußballmannschaften der Welt vertreten. Die türkische Nationalmannschaft schaffte es, zwei Jahre lang unter den ersten zehn zu bleiben. Im September 2004 war sie auf Platz 13. Danach wechselte die Türkei ihre Position durchgehend auf den Plätzen zwischen 15 und 30. Einen Tiefpunkt erreichte man, als sich die Rot-Weißen nicht für die Fußball-Weltmeisterschaft 2010 qualifizieren konnten. Im Februar 2010 fiel man bis auf den 42. Platz.

## Auszeichnungen
- 2 × Sedat-Simavi-Preis
  - 1995 (19. Ausgabe) in der Kategorie: Sport
    - für die erfolgreiche Erstqualifikation für die Fußball-Europameisterschaft; Europameisterschaft-Qualifikation (1994–1995).[9]

  - 2002 (26. Ausgabe) in der Kategorie: Sport
    - für den Erfolg bei der Fußball-Weltmeisterschaft 2002, indem sie den dritten Platz erreichten.[10]
- FIFA-Weltrangliste: Aufsteiger des Jahres 2015[11]